# Brown County (Texas)
Brown County je okres ve státě Texas v USA. K roku 2010 zde žilo 38 106 obyvatel. Správním městem okresu je Brownwood. Celková rozloha okresu činí 2 478 km².